# О’Коннор, Деррик
Деррик О’Коннор (англ. Derrick O'Connor; 3 января 1941 — 29 июня 2018) — британский актёр кино, театра и телевидения. Наиболее известен своими ролями в фильмах Терри Гиллиама.

## Биография
Родился в Дублине, вырос в Лондоне.
Бывший участник Королевской шекспировской компании. С 1990-х годов до своей кончины проживал в США.

## Личная жизнь
Был женат на Мими О’Коннор. У пары есть сын Макс.
Ушёл из жизни 29 июня 2018 года. Причиной смерти стала пневмония.

## Фильмография
- Бармаглот / Jabberwocky (1977) — летающий свинорыб
- Бандиты времени / Time Bandits (1981) — главарь бандитов Редгрейв
- Бразилия / Brazil (1985) — Доузер
- Надежда и слава / Hope and Glory (1987) — Мак
- Смертельное оружие 2 / Lethal Weapon 2 (1989) — Питер «Адольф» Форштедт
- Приключения знаменитого кота-сыщика / Felidae (1994) — Мендел
- Лоскутное одеяло / How to Make an American Quilt (1995) — Дин Рид
- Подъём с глубины / Deep Rising (1998) — капитан Атертон
- Конец света / End of Days (1999) — Томас Акинас
- Сорвиголова / Dardevil (2003) — отец Эверрет
- Карнавал / Carnivàle (2005) — отец Керриган
- Детектив Монк / Monk (2006) — инспектор Сент-Клер
- Травма / Trauma (2009) — Бен
- Пираты Карибского моря: Сундук мертвеца / Pirates of the Caribbean: Dead Man’s Chest (2006) — старик